# Mako Shark
Mako Shark is een Italiaans bedrijf dat speciale motorfietsen maakt op basis van Moto Guzzi-blokken. Men maakt al sinds 1997 hetzelfde model, een zeer eigenzinnig ontwerp met een volledige stroomlijnkuip die inderdaad aan een haai doet denken. 